# Вінстед (Міннесота)
Вінстед (англ. Winsted) — місто (англ. city) в США, в окрузі Маклеод штату Міннесота. Населення — 2240 осіб (2020).

## Географія
Вінстед розташований за координатами 44°57′34″ пн. ш. 94°3′5″ зх. д. / 44.95944° пн. ш. 94.05139° зх. д. (44.959499, -94.051431).  За даними Бюро перепису населення США в 2010 році місто мало площу 4,97 км², з яких 4,94 км² — суходіл та 0,03 км² — водойми.

## Демографія
Згідно з переписом 2010 року, у місті мешкало 2355 осіб у 947 домогосподарствах у складі 596 родин. Густота населення становила 474 особи/км².  Було 1017 помешкань (204/км²).
Расовий склад населення:
| - 97,5 % — білих - 0,5 % — чорних або афроамериканців - 0,3 % — корінних американців - 0,1 % — вихідців з тихоокеанських островів - 0,1 % — азіатів |

До двох чи більше рас належало 0,6 %. Частка іспаномовних становила 1,8 % від усіх жителів.
За віковим діапазоном населення розподілялося таким чином: 26,1 % — особи молодші 18 років, 58,7 % — особи у віці 18—64 років, 15,2 % — особи у віці 65 років та старші. Медіана віку мешканця становила 36,3 року. На 100 осіб жіночої статі у місті припадало 97,1 чоловіків;  на 100 жінок у віці від 18 років та старших — 93,5 чоловіків також старших 18 років.
Середній дохід на одне домашнє господарство  становив 62 695 доларів США (медіана — 55 500), а середній дохід на одну сім'ю — 74 585 доларів (медіана — 65 804). Медіана доходів становила 49 688 доларів для чоловіків та 36 419 доларів для жінок. За межею бідності перебувало 7,8 % осіб, у тому числі 6,1 % дітей у віці до 18 років та 14,4 % осіб у віці 65 років та старших.
Цивільне працевлаштоване населення становило 1161 осіб. Основні галузі зайнятості: освіта, охорона здоров'я та соціальна допомога — 25,4 %, виробництво — 22,0 %, науковці, спеціалісти, менеджери — 15,8 %.